# Wes Morgan
Westley Nathan Morgan, meglio noto come Wes (Nottingham, 21 gennaio 1984), è un ex calciatore inglese naturalizzato giamaicano.

## Biografia
Nato a Nottingham, è cresciuto in una famiglia povera nel quartiere di The Meadows.
Morgan è sposato e ha un figlio con la sorella del calciatore irlandese Leon Best.

## Caratteristiche tecniche
Difensore centrale forte fisicamente, molto bravo sulle palle inattive, il suo carisma gli ha garantito il ruolo di leader nello spogliatoio del Leicester City, soprattutto durante la vittoriosa stagione 2015-2016.

## Carriera

### Club

#### Nottingham Forest
Dopo aver militato nelle giovanili del Notts County Football Club, da cui è stato svincolato nel 1999, si trasferisce al Nottingham Forest, in cui gioca sia nelle giovanili che nella squadra riserve. Nel 2003 viene mandato in prestito al Kidderminster, squadra all'epoca militante in Third Division, per fare esperienza, collezionando però appena cinque presenze. In seguito fa ritorno al Forest, di cui diventa titolare sin da subito.

#### Leicester City

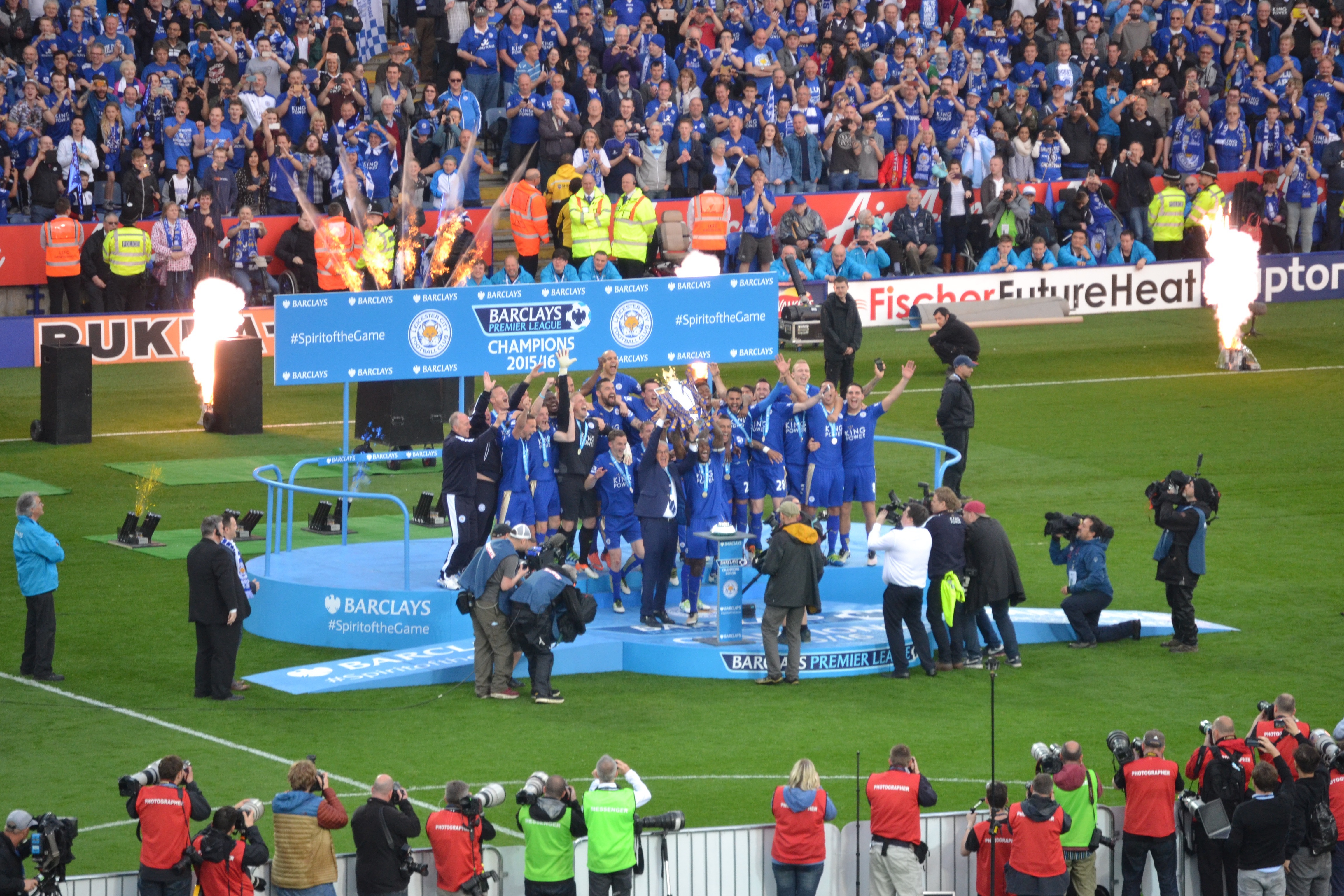
Morgan solleva da capitano, insieme a Claudio Ranieri, il trofeo della Premier League 2015-2016

Il 30 gennaio 2012 passa al Leicester City, di cui diventa il capitano a partire dalla stagione 2012-2013. Dopo due anni e mezzo, la squadra vince la Championship 2013-2014 e viene promossa in Premier League. Nella stagione 2014-2015 Morgan guida le Foxes ad una salvezza sofferta ed insperata, ottenuta grazie ad una serie positiva importante nelle ultime giornate di campionato.
La stagione seguente, la Premier League 2015-2016, riserva un'altra sorte al suo Leicester City che, anche grazie alle ottime prestazioni di Morgan, sin dalle prime giornate si porta fra le prime della classe e nei mesi di febbraio, marzo ed aprile al primo posto saldo in classifica. Il 2 aprile 2016 segna il primo gol stagionale decidendo la sfida in casa al King Power Stadium contro il Southampton con un gran colpo di testa. Segna il suo secondo gol stagionale il 1º maggio nel pareggio per 1-1 all'Old Trafford con il Manchester United; questa realizzazione, unita al pareggio per 2-2 tra Chelsea e Tottenham del giorno successivo, rendono il Leicester campione d'Inghilterra per la prima volta nella sua storia. Morgan completa la stagione giocando ogni minuto delle 38 partite del campionato, senza mai essere sostituito.
Il 14 marzo 2017 segna il suo primo gol nelle coppe europee in occasione degli ottavi di ritorno di Champions League contro il Siviglia (andata persa al Sánchez-Pizjuán per 2-1), aprendo le marcature nella vittoria per 2-0 e aiutando così ad accedere ai quarti di finale; il suo è anche il primo gol di un giocatore giamaicano nella storia della Champions League.
Dopo essere stato titolare per anni, con l'arrivo di Brendan Rodgers sulla panchina del club il suo minutaggio diminuisce.
Il 15 maggio 2021 vince il suo secondo trofeo con le Foxes, che in finale di FA Cup si impongono sul Chelsea, con Morgan che subentra nel finale; sei giorni dopo annuncia il suo ritiro al termine della stagione.

### Nazionale
Nel 2013, grazie alle origini dei nonni, viene naturalizzato dalla Nazionale di calcio della Giamaica della quale diviene immediatamente un punto fermo e di cui arriva anche a indossare per la prima volta la fascia di capitano il 9 settembre 2014 contro il Canada.
Con la Giamaica gioca la Coppa America 2015 e successivamente nello stesso anno, disputa anche la Gold Cup Usa-Canada 2015, dove giunge sino alla finale con i Reggae Boyz, poi persa per 3-1 contro il Messico.
Nel 2016 viene convocato per la Copa América Centenario: la nazionale giamaicana esce però alla fase iniziale a gironi senza conquistare nemmeno un punto.

## Statistiche

### Presenze e reti nei club
Statistiche aggiornate al termine della carriera da calciatore.
| Stagione                 | Squadra                  | Campionato               | Campionato | Campionato | Coppe nazionali | Coppe nazionali | Coppe nazionali | Coppe continentali | Coppe continentali | Coppe continentali | Altre coppe | Altre coppe | Altre coppe | Totale | Totale |
| Stagione                 | Squadra                  | Comp                     | Pres       | Reti       | Comp            | Pres            | Reti            | Comp               | Pres               | Reti               | Comp        | Pres        | Reti        | Pres   | Reti   |
| ------------------------ | ------------------------ | ------------------------ | ---------- | ---------- | --------------- | --------------- | --------------- | ------------------ | ------------------ | ------------------ | ----------- | ----------- | ----------- | ------ | ------ |
| gen.-giu. 2003           | Kidderminster            | TD                       | 5          | 1          | FACup+CdL       | -               | -               | -                  | -                  | -                  | FLT         | -           | -           | 5      | 1      |
| 2003-2004                | Nottingham Forest        | FD                       | 32         | 2          | FACup+CdL       | 1+3             | 0               | -                  | -                  | -                  | -           | -           | -           | 36     | 2      |
| 2004-2005                | Nottingham Forest        | FLC                      | 43         | 1          | FACup+CdL       | 4+4             | 0               | -                  | -                  | -                  | -           | -           | -           | 51     | 1      |
| 2005-2006                | Nottingham Forest        | FL1                      | 43         | 2          | FACup+CdL       | 3+1             | 0               | -                  | -                  | -                  | -           | -           | -           | 47     | 2      |
| 2006-2007                | Nottingham Forest        | FL1                      | 38+2       | 0+0        | FACup+CdL       | 5+1             | 0               | -                  | -                  | -                  | FLT         | 3           | 1           | 49     | 1      |
| 2007-2008                | Nottingham Forest        | FL1                      | 42         | 1          | FACup+CdL       | 1+2             | 0               | -                  | -                  | -                  | FLT         | 1           | 0           | 46     | 1      |
| 2008-2009                | Nottingham Forest        | FLC                      | 42         | 1          | FACup+CdL       | 2+2             | 0               | -                  | -                  | -                  | -           | -           | -           | 46     | 1      |
| 2009-2010                | Nottingham Forest        | FLC                      | 44+2       | 3+0        | FACup+CdL       | 2+3             | 0               | -                  | -                  | -                  | -           | -           | -           | 51     | 3      |
| 2010-2011                | Nottingham Forest        | FLC                      | 46+2       | 1+0        | FACup+CdL       | 2+1             | 0               | -                  | -                  | -                  | -           | -           | -           | 51     | 1      |
| 2011-gen. 2012           | Nottingham Forest        | FLC                      | 22         | 1          | FACup+CdL       | 0+3             | 1               | -                  | -                  | -                  | -           | -           | -           | 25     | 2      |
| Totale Nottingham Forest | Totale Nottingham Forest | Totale Nottingham Forest | 352+6      | 12         |                 | 40              | 1               |                    | -                  | -                  |             | 4           | 1           | 402    | 14     |
| gen.-giu. 2012           | Leicester City           | FLC                      | 17         | 0          | FACup+CdL       | 2+0             | 0               | -                  | -                  | -                  | -           | -           | -           | 19     | 0      |
| 2012-2013                | Leicester City           | FLC                      | 45+2       | 1+0        | FACup+CdL       | 3+1             | 0               | -                  | -                  | -                  | -           | -           | -           | 51     | 1      |
| 2013-2014                | Leicester City           | FLC                      | 45         | 2          | FACup+CdL       | 0+3             | 1               | -                  | -                  | -                  | -           | -           | -           | 48     | 3      |
| 2014-2015                | Leicester City           | PL                       | 37         | 2          | FACup+CdL       | 3+0             | 0               | -                  | -                  | -                  | -           | -           | -           | 40     | 2      |
| 2015-2016                | Leicester City           | PL                       | 38         | 2          | FACup+CdL       | 0+0             | 0               | -                  | -                  | -                  | -           | -           | -           | 38     | 2      |
| 2016-2017                | Leicester City           | PL                       | 27         | 1          | FACup+CdL       | 2+1             | 1+0             | UCL                | 9                  | 1                  | CS          | 1           | 0           | 40     | 3      |
| 2017-2018                | Leicester City           | PL                       | 32         | 0          | FACup+CdL       | 2+1             | 0               | -                  | -                  | -                  | -           | -           | -           | 35     | 0      |
| 2018-2019                | Leicester City           | PL                       | 22         | 3          | FACup+CdL       | 1+2             | 0               | -                  | -                  | -                  | -           | -           | -           | 25     | 3      |
| 2019-2020                | Leicester City           | PL                       | 11         | 0          | FACup+CdL       | 2+4             | 0               | -                  | -                  | -                  | -           | -           | -           | 17     | 0      |
| 2020-2021                | Leicester City           | PL                       | 3          | 0          | FACup+CdL       | 1+1             | 0+0             | UEL                | 5                  | 0                  | -           | -           | -           | 10     | 0      |
| Totale Leicester City    | Totale Leicester City    | Totale Leicester City    | 277+2      | 11         |                 | 29              | 2               |                    | 14                 | 1                  |             | 1           | 0           | 323    | 14     |
| Totale carriera          | Totale carriera          | Totale carriera          | 642        | 24         |                 | 69              | 3               |                    | 14                 | 1                  |             | 5           | 1           | 730    | 29     |

### Cronologia presenze e reti in nazionale
| Cronologia completa delle presenze e delle reti in nazionale ― Giamaica | Cronologia completa delle presenze e delle reti in nazionale ― Giamaica | Cronologia completa delle presenze e delle reti in nazionale ― Giamaica | Cronologia completa delle presenze e delle reti in nazionale ― Giamaica | Cronologia completa delle presenze e delle reti in nazionale ― Giamaica | Cronologia completa delle presenze e delle reti in nazionale ― Giamaica | Cronologia completa delle presenze e delle reti in nazionale ― Giamaica | Cronologia completa delle presenze e delle reti in nazionale ― Giamaica |
| Data                                                                    | Città                                                                   | In casa                                                                 | Risultato                                                               | Ospiti                                                                  | Competizione                                                            | Reti                                                                    | Note                                                                    |
| ----------------------------------------------------------------------- | ----------------------------------------------------------------------- | ----------------------------------------------------------------------- | ----------------------------------------------------------------------- | ----------------------------------------------------------------------- | ----------------------------------------------------------------------- | ----------------------------------------------------------------------- | ----------------------------------------------------------------------- |
| 6-9-2013                                                                | Panama                                                                  | Panama                                                                  | 0 – 0                                                                   | Giamaica                                                                | Qual. Mondiali 2014                                                     | -                                                                       |                                                                         |
| 10-9-2013                                                               | Kingston                                                                | Giamaica                                                                | 1 – 1                                                                   | Costa Rica                                                              | Qual. Mondiali 2014                                                     | -                                                                       |                                                                         |
| 11-10-2013                                                              | Kansas City                                                             | Stati Uniti                                                             | 2 – 0                                                                   | Giamaica                                                                | Qual. Mondiali 2014                                                     | -                                                                       |                                                                         |
| 15-10-2013                                                              | Kingston                                                                | Giamaica                                                                | 2 – 2                                                                   | Honduras                                                                | Qual. Mondiali 2014                                                     | -                                                                       |                                                                         |
| 5-3-2014                                                                | Quartiere di Gros Islet                                                 | Saint Lucia                                                             | 0 – 5                                                                   | Giamaica                                                                | Amichevole                                                              | -                                                                       |                                                                         |
| 30-5-2014                                                               | Lucerna                                                                 | Svizzera                                                                | 1 – 0                                                                   | Giamaica                                                                | Amichevole                                                              | -                                                                       |                                                                         |
| 4-6-2014                                                                | Londra                                                                  | Giamaica                                                                | 2 – 2                                                                   | Egitto                                                                  | Amichevole                                                              | -                                                                       |                                                                         |
| 8-6-2014                                                                | Lilla                                                                   | Francia                                                                 | 8 – 0                                                                   | Giamaica                                                                | Amichevole                                                              | -                                                                       |                                                                         |
| 9-9-2014                                                                | Toronto                                                                 | Canada                                                                  | 3 – 1                                                                   | Giamaica                                                                | Amichevole                                                              | -                                                                       | cap.                                                                    |
| 10-10-2014                                                              | Niigata                                                                 | Giappone                                                                | 1 – 0                                                                   | Giamaica                                                                | Amichevole                                                              | -                                                                       | 5’ cap.                                                                 |
| 27-3-2015                                                               | Kingston                                                                | Giamaica                                                                | 2 – 1                                                                   | Venezuela                                                               | Amichevole                                                              | -                                                                       |                                                                         |
| 30-3-2015                                                               | Montego Bay                                                             | Giamaica                                                                | 3 – 0                                                                   | Cuba                                                                    | Amichevole                                                              | -                                                                       | 62’                                                                     |
| 13-6-2015                                                               | Antofagasta                                                             | Uruguay                                                                 | 1 – 0                                                                   | Giamaica                                                                | Coppa America 2015 - 1º turno                                           | -                                                                       |                                                                         |
| 16-6-2015                                                               | Antofagasta                                                             | Paraguay                                                                | 1 – 0                                                                   | Giamaica                                                                | Coppa America 2015 - 1º turno                                           | -                                                                       | 16’                                                                     |
| 20-6-2015                                                               | Viña del Mar                                                            | Argentina                                                               | 1 – 0                                                                   | Giamaica                                                                | Coppa America 2015 - 1º turno                                           | -                                                                       |                                                                         |
| 8-7-2015                                                                | Carson                                                                  | Costa Rica                                                              | 2 – 2                                                                   | Giamaica                                                                | Gold Cup 2015 - 1º turno                                                | -                                                                       |                                                                         |
| 11-7-2015                                                               | Houston                                                                 | Giamaica                                                                | 1 – 0                                                                   | Canada                                                                  | Gold Cup 2015 - 1º turno                                                | -                                                                       |                                                                         |
| 14-7-2015                                                               | Toronto                                                                 | Giamaica                                                                | 1 – 0                                                                   | El Salvador                                                             | Gold Cup 2015 - 1º turno                                                | -                                                                       |                                                                         |
| 18-7-2015                                                               | Baltimora                                                               | Haiti                                                                   | 0 – 1                                                                   | Giamaica                                                                | Gold Cup 2015 - Quarti di finale                                        | -                                                                       |                                                                         |
| 22-7-2015                                                               | Atlanta                                                                 | Stati Uniti                                                             | 1 – 2                                                                   | Giamaica                                                                | Gold Cup 2015 - Semifinale                                              | -                                                                       |                                                                         |
| 26-7-2015                                                               | Filadelfia                                                              | Giamaica                                                                | 1 – 3                                                                   | Messico                                                                 | Gold Cup 2015 - Finale                                                  | -                                                                       |                                                                         |
| 13-11-2015                                                              | Kingston                                                                | Giamaica                                                                | 0 – 2                                                                   | Panama                                                                  | Qual. Mondiali 2018                                                     | -                                                                       |                                                                         |
| 17-11-2015                                                              | Port-au-Prince                                                          | Haiti                                                                   | 0 – 1                                                                   | Giamaica                                                                | Qual. Mondiali 2018                                                     | -                                                                       |                                                                         |
| 25-3-2016                                                               | Kingston                                                                | Giamaica                                                                | 1 – 1                                                                   | Costa Rica                                                              | Qual. Mondiali 2018                                                     | -                                                                       |                                                                         |
| 29-3-2016                                                               | San José                                                                | Costa Rica                                                              | 3 – 0                                                                   | Giamaica                                                                | Qual. Mondiali 2018                                                     | -                                                                       | Cap.                                                                    |
| 5-6-2016                                                                | Chicago                                                                 | Giamaica                                                                | 0 – 1                                                                   | Venezuela                                                               | Coppa America Centenario - 1º turno                                     | -                                                                       | 40’                                                                     |
| 9-6-2016                                                                | Pasadena                                                                | Messico                                                                 | 2 – 0                                                                   | Giamaica                                                                | Coppa America Centenario - 1º turno                                     | -                                                                       |                                                                         |
| 13-6-2016                                                               | Santa Clara                                                             | Uruguay                                                                 | 3 – 0                                                                   | Giamaica                                                                | Coppa America Centenario - 1º turno                                     | -                                                                       |                                                                         |
| 3-9-2016                                                                | Panama                                                                  | Panama                                                                  | 2 – 0                                                                   | Giamaica                                                                | Qual. Mondiali 2018                                                     | -                                                                       |                                                                         |
| 6-9-2016                                                                | Kingston                                                                | Giamaica                                                                | 0 – 2                                                                   | Haiti                                                                   | Qual. Mondiali 2018                                                     | -                                                                       |                                                                         |
| Totale                                                                  |                                                                         | Presenze                                                                | 30                                                                      |                                                                         | Reti                                                                    | 0                                                                       |                                                                         |

## Palmarès

### Club

#### Competizioni nazionali
- Campionato inglese di seconda divisione: 1

Leicester City: 2013-2014
- Campionato inglese: 1

Leicester City: 2015-2016
- Coppa d'Inghilterra: 1

Leicester City: 2020-2021

### Individuale
- PFA Football League Championship Team of the Year: 3[26][27]

2010-2011, 2012-2013, 2013-2014
- PFA Premier League Team of the Year: 1

2015-2016